# Teenage Mutant Ninja Turtles (1990)
Teenage Mutant Ninja Turtles is een Amerikaanse film uit 1990 gebaseerd op de Teenage Mutant Ninja Turtles-stripboeken. De film heeft drie vervolgen, te weten Teenage Mutant Ninja Turtles II: The Secret of the Ooze, Teenage Mutant Ninja Turtles III en TMNT, en werd geregisseerd door Steve Barron. Hoofdrollen waren er voor onder anderen Judith Hoag en Elias Koteas.
De film toont de oorsprong van Splinter en de Turtles, hun eerste ontmoeting met April O'Neil en Casey Jones, en hun eerste confrontatie met Shredder en zijn Foot Clan. De hoofdplot volgt dat van de eerste TMNT-strip uit Teenage Mutant Ninja Turtles #1. De film bleef trouw aan de duistere ondertoon uit de strips, met slechts een paar nieuwe elementen van de toen nog lopende animatieserie. De film werd wereldwijd een succes.

## Plot
Aan het begin van de film onderzoekt April O’Neil, een journaliste van Channel 3 Eyewitness News, de recente misdaadgolf in New York. Deze misdaden blijken het werk te zijn van de Foot Clan. Wanneer April dreigt hen te ontmaskeren, besluit de Foot haar te elimineren. Raphael redt haar en neemt haar mee naar de schuilplaats van de Turtles. Ondertussen besluit ex-hockeyspeler Casey Jones dat het tijd is om New York te verschonen van de misdaad, zelfs al moet hij dat zelf doen. Tijdens zijn persoonlijke kruistocht tegen de misdadigers van New York heeft hij eveneens een treffen met Raphael.
De Foot heeft het nu ook op de Turtles voorzien. Terwijl de vier Turtles April terugbrengen naar haar appartement, vinden de Foot-soldiers de schuilplaats van de Turtles en ontvoeren Splinter. Ze brengen hem naar hun meester, The Shredder. Deze is bezig een leger te vormen van ninja’s om met hun hulp een misdaadimperium op te bouwen. Een van zijn ninja’s is Danny Pennington, de zoon van Aprils baas. Hij heeft de Turtles in Aprils appartement gezien en verraadt hen bij Shredder. Hierdoor kan de Foot een verrassingsaanval openen op Aprils huis. Met behulp van Casey kunnen de Turtles en April ontkomen en vluchten naar Aprils oude boerderij. Daar contacteren de Turtles Splinter door middel van meditatie.
Na enige tijd te hebben gerust keert het gezelschap terug naar New York voor de tegenaanval. Ondertussen begint Danny meer en meer te twijfelen aan het gezelschap waarbij hij zich heeft aangesloten. Hij hoort van Splinter dat Shredder de man is die Hamato Yoshi, een grote ninjameester, heeft gedood. Terwijl de Turtles de Foot bevechten, bevrijdt Casey Splinter. Splinter kan veel van de Foot Clan-leden ervan overtuigen dat Shredder hen enkel als pionnen voor zijn plannen ziet, waarna ze hem verlaten. Danny keert zich ook tegen Shredder en spant samen met de Turtles.
Het gevecht met de Foot verplaatst zich van de riolen naar de straat, en uiteindelijk naar het dak van een gebouw. Daar vindt de laatste confrontatie plaats tussen Shredder en Splinter. Wanneer Shredder Splinter wil doorboren met een speer, gebruikt Splinter een van Michaelangelo’s nunchaku’s om de speer te grijpen en Shredder van het gebouw te gooien. Hij valt in een vuilniswagen, waarna Casey de pers activeert en Shredder blijkbaar verpletterd.

## Rolverdeling

### Acteurs
| Acteur           | Personage          |
| ---------------- | ------------------ |
| Judith Hoag      | April O'Neil       |
| Elias Koteas     | Casey Jones        |
| Michelan Sisti   | Michaelangelo      |
| Leif Tilden      | Donatello          |
| Josh Pais        | Raphael            |
| David Forman     | Leonardo           |
| Michael Turney   | Danny Pennington   |
| Jay Patterson    | Charles Pennington |
| Raymond Serra    | Chief Sterns       |
| James Saito      | The Shredder       |
| Toshishiro Obata | Tatsu              |
| Sam Rockwell     | Head Thug          |
| Kitty Fitzgibbon | June               |
| Louis Cantarini  | Cab Driver         |
| Joe D'Onofrio    | Movie Hoodlum #1   |

### Stemacteurs
| Acteur             | Personage     |
| ------------------ | ------------- |
| Corey Feldman      | Donatello     |
| Brian Tochi        | Leonardo      |
| Robbie Rist        | Michaelangelo |
| Josh Pais          | Raphael       |
| Kevin Clash        | Splinter      |
| David McCharen     | Shredder      |
| Michael McConnohie | Tatsu         |

## Achtergrond

### Ontvangst
De film werd goed ontvangen door de fans en zeer goed bezocht. Recensies waren over het algemeen positief. Echter, Roger Ebert gaf de film slechts 2,5 ster. Wel zei hij erbij dat de film niet half zo slecht was als hij had kunnen zijn, en dat dit waarschijnlijk het beste is wat de fans konden verwachten. Er werd ook op de film neergekeken vanwege de hoeveelheid geweld. De film werd geprezen omdat hij trouw was gebleven aan de strips en niet te veel elementen uit de animatieserie van destijds, die sterk van de strips afweek, had overgenomen.
De film ging in de Verenigde Staten in première op 30 maart 1990. Dat weekend kwam hij binnen op nummer 1 en leverde hij 25 miljoen dollar op. De film bracht uiteindelijk in Noord-Amerika 135 miljoen op, en daarbuiten meer dan 66 miljoen dollar. Wereldwijd bracht de film 200 miljoen op, waarmee het de op vier na beste film van 1990 was.

### Vervolgen
Als gevolg van het enorme succes werden er meerdere vervolgen gemaakt. Een jaar later verscheen Teenage Mutant Ninja Turtles II: The Secret of the Ooze in de bioscopen en in 1993 kwam Teenage Mutant Ninja Turtles III uit. Beide waren ook succesvol, maar minder dan de eerste film. Na een aantal jaren van absentie kwam in 2007 de digitaal geanimeerde film TMNT.

### Productie
Het filmen gebeurde van juli tot en met september van 1989 Het budget was $ 13,5 miljoen. Veel van de productie vond plaats in North Carolina, in de North Carolina filmstudio’s. Hier werden decors van de New Yorkse daken gemaakt. Productie-ontwerper Roy Forge Smith en artdirector Gary Wissner gingen vier maanden voor aanvang van de productie naar New York om foto’s van de daken en andere locaties uit de film te maken. Daar mochten ze een verlaten treinstation fotograferen voor de schuilplaats van de Turtles, daar ze geen toegang kregen tot de riolen.
De kostuums van de Turtles werden gemaakt door Jim Henson's Creature Shop in Londen. Jim Henson zei dat de Turtles de meest geavanceerde wezens waren waar hij ooit mee had gewerkt. De pakken werden eerst gemaakt van klei en daarna nagemaakt van fiberglas. Het werk kostte achttien weken.

### Verwijderde scènes
Er is een groot aantal verwijderde scènes van deze film. Sommige zijn slechts geruchten, terwijl andere wel zijn opgenomen in de Archie comic versie van de film of in oudere versies van het scenario. Ook bevatte het TMNT Magazine een aantal publicatiefoto’s van scènes die nooit in de film zijn opgenomen. De filmtrailer die te zien is op de dvd toont al vier scènes die niet in de uiteindelijke film zijn verwerkt.
In Engeland werd de film zelfs zwaar gecensureerd om de nunchaku als wapen te verwijderen uit de film. Dit vanwege politieke correctheid en het feit dat dit wapen illegaal was. Daardoor is een scène waarin Michaelangelo en een Foot-ninja hun wapens aan elkaar tonen geheel weggehaald. Ook het einde waar Splinter nunchaku’s gebruikt is zwaar aangepast. In 2003, kort voor de dvd-uitgave, werd de film in zijn oude versie hersteld.
Andere scènes zijn:
- Een alternatief einde waar de werkeloze April besluit om een TMNT-stripboek te gaan maken, maar van de uitgever te horen krijgt dat het idee te ongeloofwaardig en te vergezocht is. Dit alternatieve einde werd wel opgenomen in de boekversie van de film.
- Een introductiescène voor Casey Jones. Deze toont Jones in zijn appartement waar hij via de tv verneemt van de misdaadgolf. Deze scène werd wel verwerkt in de tweede animatieserie.
- Een extra lange scène van de Turtles die op de boerderij trainen.

### Filmmuziek
1. This Is What We Do - MC Hammer
2. Spin That Wheel - Hi Tek 3
3. Family - Riff
4. 9.95 - Spunkadelic
5. Turtle Power - Partners In Kryme
6. Let The Walls Come Down - Johnny Kemp
7. Every Heart Needs A Home - St. Paul
8. Shredder's Suite - John Du Prez
9. Splinter's Tale I & Splinter's Tale II - John Du Prez
10. Turtle Rhapsody - Orchestrations On The Half Shell

## Nominaties/prijzen
- De film werd genomineerd voor beste kostuums en beste Fantasy Film bij de Saturn Awards van 1991.
- Hij werd genomineerd voor meest onderhoudende familiefilm bij de Young Artist Awards.[8]

## Trivia
- De vier acteurs die de Turtles spelen hadden ook cameo’s in de film zonder hun Turtle-kostuums. Chronologisch:

*Sisti (Michaelangelo) is de pizzabezorger die het adres van de Turtles niet kan vinden.
*Pais (Raphael) is de passagier in de taxi die zegt: "What the heck was that?"
*Tilden (Donatello) was de boodschapper van de Foot Clan die zegt: "We've been waiting for you, Miss O'Neil".
*Foreman (Leonardo) speelt een bendelid in het pakhuis waar Casey Jones meester Tatsu verslaat.
- De drie nieuwsvrouwen in de film zijn vernoemd naar de maanden April, Mei en Juni.
- Toshishiro Obata, de Japanse acteur die Tatsu speelt, sprak geen Engels. Daarom is zijn dialoog beperkt tot simpele zinnetjes. Voor ingewikkelde zinnen sprak acteur Michael McConnohie Tatsu’s stem in.
- Een van de tieners vertelt de politie om het East-pakhuis op Lairdman Island te doorzoeken. Dit is een referentie naar Kevin Eastman en Peter Laird, de bedenkers van de Turtles.
- In het Foot-pakhuis staat op enkele kisten een label met de naam "Mirage". Dit is een referentie naar Mirage Comics.
- De enige dingen die zijn overgenomen uit de animatieserie zijn het feit dat April een journalist is (in de strips was ze een wetenschapper), de kreet "Cowabunga", Michaelangelo's surferaccent, hun liefde voor pizza en de verschillend gekleurde bandana’s.
- Josh Pais is de enige acteur die zowel een Turtle speelt als de stem van die Turtle verzorgt.